# 宮内悠介
宮内 悠介（みやうち ゆうすけ、1979年1月18日 -）は、日本の小説家・SF作家。日本SF作家クラブ会員。日本推理作家協会会員。

## 経歴
東京都生まれ。父は作家の宮内勝典。4歳から11歳まで1992年までニューヨークに在住。早稲田大学高等学院、早稲田大学第一文学部英文科卒業。在学中はワセダミステリクラブに所属。卒業後はインド、アフガニスタンを放浪。麻雀プロの試験に補欠合格するもプログラマになる。
その一方、ワセダミステリクラブOBで構成する創作同人誌「清龍」に参加、創作活動をつづける。
2010年、囲碁を題材とした短編「盤上の夜」にて、第1回創元SF短編賞で選考委員特別賞（山田正紀賞）を受賞。各種盤上ゲームを題材とした短編を連作として書きつぎ、2012年に連作短編集『盤上の夜』として刊行し単行本デビュー。
SFと純文学をジャンル横断的に活動する作家として評価されており、史上初めて芥川賞、直木賞、三島賞、山本賞全ての候補作に挙がった。
麻雀好きで、麻雀最強戦2020に参戦し、その予選となる「麻雀最強戦2020 著名人超頭脳決戦」で優勝しファイナルへと進出した。
C.M.B. 森羅博物館の事件目録の読者特別企画に応募し、31巻に「未練があるくらいがちょうどいい･･････」のセリフとともに出演。
2024年9月、日本SF作家クラブの理事となる。

## 文学賞受賞・候補歴
- 2010年 - 「盤上の夜」で第1回創元SF短編賞山田正紀賞受賞。
- 2012年
  - 「スペース金融道」で第43回星雲賞（日本短編部門）参考候補作。
  - 『盤上の夜』で第147回直木三十五賞候補、第33回日本SF大賞受賞。
- 2013年
  - 第6回（池田晶子記念）わたくし、つまりNobody賞受賞。
  - 「青葉の盤」で第66回日本推理作家協会賞（短編部門）候補。
  - 「盤上の夜」で第44回星雲賞（日本短編部門）参考候補作。
  - 『ヨハネスブルグの天使たち』で第149回直木三十五賞候補。
  - 『ヨハネスブルグの天使たち』で第34回日本SF大賞特別賞受賞。
- 2016年
  - 『アメリカ最後の実験』で第29回山本周五郎賞候補。
  - 『エクソダス症候群』で第46回星雲賞（日本長編部門）参考候補作。
  - 「カブールの園」で第156回芥川龍之介賞候補。
- 2017年
  - 『彼女がエスパーだったころ』で第38回吉川英治文学新人賞受賞。
  - 『カブールの園』で第30回三島由紀夫賞受賞。
  - 『あとは野となれ大和撫子』で第157回直木三十五賞候補[10]。
  - 『彼女がエスパーだったころ』『スペース金融道』で第47回星雲賞（日本長編部門）参考候補作。
  - 「ディレイ・エフェクト」で第158回芥川龍之介賞候補。
- 2018年
  - 『あとは野となれ大和撫子』で第49回星雲賞（日本長編部門）受賞。
  - 「ディレイ・エフェクト」で第49回星雲賞（日本短編部門）参考候補作。
- 2019年
  - 「トランジスタ技術の圧縮」で第50回星雲賞（日本短編部門）参考候補作。
- 2020年
  - 『遠い他国でひょんと死ぬるや』で第70回芸術選奨文部科学大臣新人賞受賞[11][12]。
  - 『黄色い夜』で第37回織田作之助賞候補。
- 2023年
  - 『ラウリ・クースクを探して』で第40回織田作之助賞候補[13]。
  - 『ラウリ・クースクを探して』で第170回直木三十五賞候補。
- 2024年
  - 「ディオニソス計画」で第77回日本推理作家協会賞（短編部門）受賞[14]。
  - 『ラウリ・クースクを探して』で第11回高校生直木賞受賞[15]。
  - 『ラウリ・クースクを探して』で第4回加賀乙彦顕彰特別文学賞受賞[16]。

## 作品リスト

### 単行本
- 『盤上の夜』（2012年3月 創元日本SF叢書 / 2014年4月 創元SF文庫）
  - 盤上の夜（初出：『原色の想像力 創元SF短編賞アンソロジー』）
  - 人間の王（初出：『ミステリーズ！』vol.45 FEBRUARY 2011）
  - 清められた卓（初出：『Webミステリーズ！』2011年6月号）
  - 象を飛ばした王子（初出：『Webミステリーズ！』2012年2月号）
  - 千年の虚空（書き下ろし）
  - 原爆の局（書き下ろし）
- 『ヨハネスブルグの天使たち』（2013年5月 ハヤカワSFシリーズ Jコレクション / 2015年8月 ハヤカワ文庫JA）
  - ヨハネスブルグの天使たち（初出：『S-Fマガジン』2012年2月号）
  - ロワーサイドの幽霊たち（初出：『S-Fマガジン』2012年8月号）
  - ジャララバードの兵士たち（初出：『S-Fマガジン』2012年11月号）
  - ハドラマウトの道化たち（初出：『S-Fマガジン』2013年2月号）
  - 北東京の子供たち（書き下ろし）
- 『エクソダス症候群』（2015年6月 創元日本SF叢書 / 2017年7月 創元SF文庫）（書き下ろし）
- 『アメリカ最後の実験』（2016年1月 新潮社 / 2018年8月 新潮文庫）（初出：『yom yom』2013年冬号 - 2014年秋号）
- 『彼女がエスパーだったころ』（2016年4月 講談社 / 2018年4月 講談社文庫）
  - 百匹目の火神（初出：『小説現代』2012年9月号）
  - 彼女がエスパーだったころ（初出：『小説現代』2013年3月号）
  - ムイシュキンの脳髄（初出：『小説現代』2013年7月号）
  - 水神計画（初出：『小説現代』2014年4月号）
  - 薄ければ薄いほど（初出：『小説現代』2014年9月号）
  - 佛点（初出：『小説現代』2015年3月号）
- 『スペース金融道』（2016年8月 河出書房新社）
  - スペース金融道（初出：『NOVA 5 書き下ろし日本SFコレクション』）
  - スペース地獄篇（初出：『NOVA 7 書き下ろし日本SFコレクション』）
  - スペース蜃気楼（初出：『NOVA 9 書き下ろし日本SFコレクション』）
  - スペース珊瑚礁（初出：『NOVA+ バベル 書き下ろし日本SFコレクション』）
  - スペース決算期（書き下ろし）
- 『月と太陽の盤 碁盤師・吉井利仙の事件簿』（2016年11月 光文社 / 2019年7月 光文社文庫）
  - 青葉の盤（初出：『ジャーロ』No.45 2012 SUMMER）
  - 焔の盤（初出：『ジャーロ』No.47 2013 SPRING）
  - 花急ぐ榧（初出：『ジャーロ』No.49 2013 AUTUMN-WINTER）
  - 月と太陽の盤（初出：『ジャーロ』No.51 2014 SUMMER -  No.52 2014 AUTUMN-WINTER）
  - 深草少将（初出：『ジャーロ』No.53 2015 SPRING）
  - サンチャゴの浜辺（初出：『ランティエ』2015年7月号）
- 『カブールの園』（2017年1月 文藝春秋 / 2020年1月 文春文庫）
  - カブールの園（初出：『文学界』2016年10月号）
  - 半地下（初出：『文学界』2016年2月号）
- 『あとは野となれ大和撫子』（2017年4月 KADOKAWA / 2020年11月 角川文庫）（初出：『文芸カドカワ』2015年10月号 - 2016年7月号）
- 『ディレイ・エフェクト』（2018年2月 文藝春秋）
  - ディレイ・エフェクト（初出：『文学ムック たべるのがおそい』vol.4）
  - 空蝉（初出：「オール讀物」2015年8月号「ナイト・クラウン・クイーン、そしてキング」を改題）
  - 阿呆神社（初出：『オール讀物』2012年11月号）
- 『超動く家にて 宮内悠介短編集』 (2018年2月 創元日本SF叢書)
  - 【改題】超動く家にて (2021年4月 創元SF文庫)
    - トランジスタ技術の圧縮（初出：『月刊アレ!』2012年3月号）
    - 文学部のこと
    - アニマとエーファ（初出：『ヴィジョンズ』）
    - 今日泥棒
    - エターナル・レガシー
    - 超動く家にて
    - 夜間飛行（初出：人工知能学会誌『人工知能Vol.29 No.4』2014年7月号）
    - 弥生の鯨（初出：『夏色の想像力』）
    - 法則
    - ゲーマーズ・ゴースト（初出：イースト・プレス『MATOGROSSO』2013年2月、3月配信）
    - 犬か猫か？（初出：『小説すばる』2013年1月号）
    - スモーク・オン・ザ・ウォーター
    - エラリー・クイーン数
    - かぎ括弧のようなもの
    - クローム再襲撃
    - 星間野球（初出：『小説野性時代』2012年12月号）
- 『偶然の聖地』（2019年4月 講談社 / 2021年9月 講談社文庫）（初出：『IN★POCKET』2014年11月号 - 2018年8月号）
- 『遠い他国でひょんと死ぬるや』（2019年9月 祥伝社 / 2022年9月 祥伝社文庫）
- 『黄色い夜』（2020年7月 集英社 / 2023年11月 集英社文庫）（初出：『すばる』2020年3月号）
- 『かくして彼女は宴で語る 明治耽美派推理帖』（2022年1月 幻冬舎 / 2023年10月 幻冬舎文庫） - 連載時タイトル『牧神に捧ぐ推理』を改題。
  - 菊人形遺聞（初出：『小説幻冬』2020年11月号）
  - 浅草十二階の眺め（初出：『小説幻冬』2021年1月号）
  - さる華族の屋敷にて（初出：『小説幻冬』2021年3月号）
  - 観覧車とイルミネーション（初出：『小説幻冬』2021年5月号）
  - ニコライ堂の鐘（初出：『小説幻冬』2021年7月号）
  - 未来からの鳥（初出：『小説幻冬』2021年9月号）
- 『ラウリ・クースクを探して』（2023年8月 朝日新聞出版）（初出：『小説トリッパー』2023年夏号）
- 『国歌を作った男』（2024年2月 講談社）
- 『暗号の子』（2024年12月 文藝春秋）

### アンソロジー
「」内が宮内悠介の作品
- 原色の想像力 創元SF短編賞アンソロジー（2010年12月 創元SF文庫）「盤上の夜」
- NOVA 5 書き下ろし日本SFコレクション（2011年8月 河出文庫）「スペース金融道」
- NOVA 7 書き下ろし日本SFコレクション（2012年2月 河出文庫）「スペース地獄篇」
- 拡張幻想 年刊日本SF傑作選 （2012年6月 創元SF文庫）「超動く家にて」
- NOVA 9 書き下ろし日本SFコレクション（2013年1月 河出文庫）「スペース蜃気楼」
- ザ・ベストミステリーズ 2013 推理小説年鑑（2013年4月 講談社）「青葉の盤」
  - 【分冊・改題】Symphony 漆黒の協奏曲 ミステリー傑作選（2016年4月 講談社文庫）
- 短編ベストコレクション 現代の小説2013（2013年6月 徳間文庫）「百匹目の火神」
- 極光星群 年刊日本SF傑作選（2013年6月 創元SF文庫）「星間野球」
- 名探偵だって恋をする（2013年9月 角川文庫）「空蜘蛛」
- さよならの儀式 年刊日本SF傑作選（2014年6月 創元SF文庫）「ムイシュキンの脳髄」
- 夏色の想像力（2014年7月 草原SF文庫〈同人誌〉）「弥生の鯨」
- NOVA+ バベル 書き下ろし日本SFコレクション（2014年10月 河出文庫）「スペース珊瑚礁」
- 折り紙衛星の伝説 年刊日本SF傑作選（2015年6月 創元SF文庫）「薄ければ薄いほど」
- アステロイド・ツリーの彼方へ 年刊日本SF傑作選（2016年6月 創元SF文庫）「法則」
- ヴィジョンズ（2016年10月 講談社）「アニマとエーファ」
- 人工知能の見る夢は AIショートショート集（2017年5月 文春文庫）「夜間飛行」
- 宮辻薬東宮（2017年6月 講談社）「夢・を・殺す」
- 行き先は特異点 年刊日本SF傑作選（2017年7月 創元SF文庫）「スモーク・オン・ザ・ウォーター」
- 謎々 将棋 囲碁（2018年2月 角川春樹事務所）「十九路の地図」
- プロジェクト：シャーロック 年刊日本SF傑作選（2018年6月 創元SF文庫）「ディレイ・エフェクト」
- Genesis 一万年の午後 創元日本SFアンソロジー（2018年12月 東京創元社）「ホテル・アースポート」
- 宮内悠介リクエスト！ 博奕のアンソロジー（2019年1月 光文社 / 2020年2月 光文社文庫）「杭に縛られて」
- おうむの夢と操り人形 年刊日本SF傑作選（2019年8月 創元SF文庫）「クローム再襲撃」
- Voyage 想像見聞録（2021年6月 講談社）「国境の子」
- Genesis 時間飼ってみた 創元日本SFアンソロジー（2021年10月 東京創元社）「1ヘクタールのフェイク・ファー」
- ザ・ベストミステリーズ2024（2024年6月 講談社）「ディオニソス計画」

### 雑誌掲載短編
- 空蜘蛛（角川書店『小説屋sari-sari』2012年5月号） - 電子書籍
- ローパス・フィルター（新潮社『新潮』2019年1月号）
- パニック――一九六五年のSNS（講談社『小説現代』2022年4月号）
- 花であれ、玩具であれ（集英社『すばる』2022年9月号）
- 国歌を作った男（講談社『群像』2022年10月号）
- 暗流（アンダーカレント）（文藝春秋『文學界』2022年11月号）
- 手と手のぶつかる距離（KADOKAWA『小説 野性時代』第236号 2023年7月号）
- ディオニソス計画（東京創元社『紙魚の手帖』vol.14 DECEMBER 2023）
- アメリカの人魚（朝日新聞出版『小説トリッパー』2025年夏季号）

### 翻訳
- 最初のテロリスト カラコーゾフ ―ドストエフスキーに霊感を与えた男（2020年3月 筑摩書房） - 著：クラウディア・ヴァーホーヴェン

### 共著
- SFの書き方 「ゲンロン 大森望 SF創作講座」全記録（2017年4月 早川書房）
- シークレット 綾辻行人ミステリ対談集 in 京都（2020年9月 光文社） - 綾辻行人との対談を収録。

### エッセイ
- こんなことしてていいのか日記　宮内悠介 編（集英社『すばる』2021年1月号 - 3月号）